# Sortstrubet alfesmutte
Den sortstrubede alfesmutte også kaldet den sortskuldrede alfesmutte (Malurus cyaneus) er en alfesmutte af spurvefugle. Den lever i Sydøstaustralien og på Tasmanien. Den er 13-14 cm lang.